# Ginnastica ai Giochi della XXXII Olimpiade - Trave
La finale alla trave alle Olimpiadi di Tokyo 2020 si è svolta all'Ariake Gymnastics Centre il 3 agosto.

## Podio
| Oro           | Argento     | Bronzo       |
| Guan Chenchen | Tang Xijing | Simone Biles |

## Qualificazioni
A causa della regola dei passaporti "two per country", l'accesso alla finale è consentito soltanto a due atlete per nazione.
| Pos. | Ginnasta            | Totale | Qual. |
| ---- | ------------------- | ------ | ----- |
| 1    | Guan Chenchen       | 14,933 | Q     |
| 2    | Tang Xijing         | 14,333 | Q     |
| 3    | Sunisa Lee          | 14,200 | Q     |
| 4    | Larisa Iordache     | 14,133 | RIT   |
| 5    | Lu Yufei            | 14,100 | —     |
| 6    | Ellie Black         | 14,100 | Q     |
| 7    | Simone Biles        | 14,066 | Q     |
| 8    | Vladislava Urazova  | 14,000 | Q     |
| 9    | Flávia Saraiva      | 13,966 | Q     |
| 10   | Zhang Jin           | 13,966 | —     |
| 11   | Ou Yushan           | 13,933 | —     |
| 12   | Urara Ashikawa      | 13,900 | Q     |
| 13   | Viktorija Listunova | 13,866 | R2    |
| 14   | Sanne Wevers        | 13,866 | R3    |

## Classifica
| Pos.    | Ginnasta           | D Score | E Score | Pen. | Totale |
| ------- | ------------------ | ------- | ------- | ---- | ------ |
| Oro     | Guan Chenchen      | 6.6     | 8,033   | —    | 14,633 |
| Argento | Tang Xijing        | 6.0     | 8,233   | —    | 14,233 |
| Bronzo  | Simone Biles       | 6.1     | 7,900   | —    | 14,000 |
| 4       | Elsabeth Black     | 6.2     | 7,666   | —    | 13,866 |
| 5       | Sunisa Lee         | 6.4     | 7,466   | —    | 13,866 |
| 6       | Urara Ashikawa     | 5.9     | 7,833   | —    | 13,733 |
| 7       | Flávia Saraiva     | 5.7     | 7,433   | —    | 13,133 |
| 8       | Vladislava Urazova | 5.0     | 7,733   | —    | 12,733 |